# Alar Karis
Alar Karis (Tartu, 1958. március 26.) észt biológus, köztisztviselő és politikus, 2021. október 11-től Észtország elnöke. 2007–2012 között a Tartui Egyetem rektora, 2013-tól 2018-ig az észt Állami Számvevőszék elnöke volt, 2018 januárjától az Észt Nemzeti Múzeum igazgatója. 2021. augusztus 31-n Észtország parlamentje az ország elnökévé választotta.

## Életrajza

### Szakmai pályafutása
A tartui 2. sz. középiskolában tanult, ahol 1976-ban végzett. 1981-ben szerzett diplomát Tartuban az Észt Mezőgazdasági Egyetem (ma: Észt Élettudományi Egyetem) állatorvostudományi karán. 1981-től 1987-ig az észtországi Állattenyésztési és Állatorvosi Intézet tudományos munkatársa volt. 1987-ben szerzett kandidátusi fokozatot a Belorusz SZSZK Tudományos Akadémiájának Kísérleti Állatorvostudományi Intézetében.
1987–1992 között a Tartui Egyetem és a Nemzeti Kémiai-fizikai és Biofizikai Intézet közös vállalkozásában működő, genetikai kutatásokkal foglalkozó kutatóintézetnek, az Észt Bioközpontnak (Eesti Biokeskus) a munkatársa volt. Kutatási területe a fejlődéstan volt.
1992-től külföldi egyetemen, Hamburgban, Londonban, Rotterdamban folytatott molekuláris genetikai kutatásokat. 1996-ben hazatért és a Tartui Egyetem munkatársa lett, ahol 1999-ben egyetemi tanárrá és a Állattani Tanszék vezetőjévé nevezték ki, de még abban az évben elhagyta az egyetemet.
2003-ban a tartui Észt Mezőgazdasági Egyetem rektorává nevezték. Karis rektorsága alatt, 2005-ben szervezték át az egyetemet és átnevezték Észt Élettudományi Egyetem névre. Karis 2007-ig látta el a rektori teendőket.
2007 tavaszán megpályázta a Tartui Egyetem rektori posztját, amely Jaak Aaviksoo korábbi rektor védelmi miniszteri kinevezése miatt idő előtt ürült meg. A rektorválasztás 2007. január 18-án megtartott első fordulója, majd az ezt követő második és harmadik fordulója is eredménytelen lett, az akkori pályázók közül senkinek sem sikerült megszereznie 195-t a lehetséges 257 szavazatból. Ezt követően pályázott a rektori posztra Alar Karis is, akit az egyetem Műszaki Intézete, Fizikai és Kémiai Kara, Biológiai és Földrajzi Kara, valamint az Orvosi Kara jelölt. A 2007 májusában megtartott rektorválasztási eljárás harmadik fordulójában végül Karisnak sikerült megszereznie a szükséges számú szavazatot (198 szavazatot kapott). Ezt követően 2007. július 1-jén foglalta el hivatalát. Ötéves rektori megbízatása 2012. június 30-án járt le, a posztra nem pályázott újra. Őt Volli Kalm követte a Tartui Egyetem élén.

### Közéleti és politikai tevékenysége
2010-ben, tartui rektori hivatala idején Chile tiszteletbeli konzulja lett. 2013. március 26-án kinevezték Észtország Állami Számvevőszékének vezetőjévé.

## Magánélete
Az 1970-es, 1980-as években a tartui Rentaablus country együttesben játszott hegedűn és pengetős hangszereken.